# 88 (álbum)
88 é o quarto álbum do grupo português Xutos & Pontapés, lançado em 1988. Este disco contém algumas das canções mais famosas dos Xutos & Pontapés, tais como, Para Ti Maria, À Minha Maneira e A Minha Casinha, sendo todas executadas nos concertos e muito apreciadas pelo público.

## Descrição do álbum
Este álbum conta com a primeira colaboração com a dupla de produtores Ramón Galarza e Paulo Junqueiro. 
À data da sua edição, 88 serviu como a primeira frente de ataque aos Xutos & Pontapés, quando se afirmava que a perfeição técnica exposta no álbum era inimiga da espontaneidade que tinha sido carimbo obrigatório para a obra do grupo. No entanto, e ao mesmo tempo, é uma prova de inventividade e resistência, de que os históricos "Para Ti Maria" ou "À Minha Maneira" são evidência irrefutável.
A versão da canção A Minha Casinha, criada por João Silva Tavares e António Melo para o filme O Costa do Castelo onde é cantada por Milú em 1943, foi utilizada no anúnio "Quer comprar casa connosco" e integrou a banda sonora da série espanhola La Casa de Papel da Netflix. 

## Faixas
O album é composto pelas faixas: 
1. As Torres da Cinciberlândia
2. À Minha Maneira
3. Para Ti Maria
4. Nós Dois
5. Andarilhos
6. Carta Certa
7. Doçuras
8. Enquanto a Noite Cai
9. Botas
10. Prisão Em Si
11. Sou Bom
12. A Minha Casinha

## Ficha técnica
A ficha técnica é composta por: 
- Voz solo e baixo: Tim
- Guitarras e vocais: Zé Pedro
- Guitarras: João Cabeleira
- Saxofones e vocais: Gui
- Bateria e vocais: Kalú
- Coros: Grupo Vocal Tralalá
- Ruídos de botas e portas: Humberto Nuno
- Piano: Manuel Echezarreta
- Overflyzer: David
- Produção: Ramón Galarza e Paulo Junqueiro
- Gravado e misturado por Paulo Junqueiro, Jorge Barata e Ramón Galarza no estúdio Angel II
- Cortado por Tony Cousins no estúdio Townhouse em Londres
- Força técnica: Botas e Paulo Morrison
- Design Capa e Logotipo: Marco Sousa Santos
- Fotos: Pedro Lopes e Paulo Seabra

## Ligações Externas
- Xutos e Pontapés no Pavilhão Atlântico - Para Ti Maria
- Xutos e Pontapés - À Minha Maneira

- Netflix | A Minha Casinha na banda sonora da série Casa de Papel